# De Leidsche Mondialen
Stichting De Leidsche Mondialen is een kunstenaarscollectief in de Nederlandse stad Leiden. Het werd in 2008 opgericht door de Leidse beeldend kunstenaar Justus Dick Bakhuizen van den Brink. Het collectief heeft als doelstelling het borgen van de kunstwerken van de leden, ook na hun overlijden. Eind 2021 kreeg het de beschikking over het voormalige woonhuis van de stadstimmerman op het terrein van de Stadstimmerwerf, aan het Kort Galgewater.
De gedachte voor het kunstenaarscollectief is in de jaren negentig van de twintigste eeuw ontstaan, toen Dick Bakhuizen van den Brink, Hans de Vrijer en anderen bijeen kwamen om over kunst en samenleving te praten.